# ورزشگاه نفت و گاز اروندان خرمشهر
ورزشگاه نفت و گاز اروندان خرمشهر یک ورزشگاه چندمنظوره در شهر خرمشهر ایران است.
این ورزشگاه که در مهر ۱۳۹۰ ساخت آن شروع شده بود در ۳ خرداد ۱۳۹۵ افتتاح شد و تابحال فینالهای جام حذفی ۹۵–۱۳۹۴، ۹۶–۱۳۹۵ و ۹۷–۱۳۹۶ در آن برگزار شده است. ورزشگاه نفت و گاز خرمشهر که توسط شرکت نفت و گاز اروندان و منطقه آزاد اروند ساخته شده در ۱۷ شهریور ۱۳۹۵ به اداره ورزش و جوانان استان خوزستان تحویل داده شد.
در سال ۱۳۹۷ نیز اداره وزش و جوانان استان خوزستان طی تفاهم‌نامه‌ای با سازمان منطقه آزاد اروند ورزشگاه اروندان را به این سازمان سپرد.